# Wendy González
Pour les articles homonymes, voir González.
Wendy González (née Wendolyn González Salinas le 17 août 1985 à Monterrey) est une actrice et animatrice de télévision mexicaine.

## Biographie
Wendy González est originaire de la ville de Monterrey. C'est là que commence sa carrière artistique à Televisa Monterrey où elle présente diverses émissions, double de nombreuses séries, caricatures et dessins animés. Plus tard c'est à Mexico qu'elle s'essaie aux telenovelas. Le producteur Juan Osorio lui propose son premier rôle de protagoniste dans la telenovela Nunca te olvidaré. Cette telenovela est accueillie avec un tel succès qu'elle détient le record du meilleur score qu'une telenovela ait jamais obtenu au Mexique avec un début (à 37 points). Ensuite, elle fait Siempre te amaré de Juan Osorio, Aventuras en el tiempo, El reto Burundis, Clap... El lugar de tus sueños, Misión S.O.S., le film mexicain Bienvenido paisano et la série Amor mío, qui est tournée en Argentine durant un an et demi et où, en parallèle à sa carrière, Wendy étudie les arts dramatiques dans la célèbre académie Augusto Fernández.
Elle va à New York étudier la comédie au cinéma à la New York Film Academy et dans deux autres universités également. Elle retourne à Mexico pour tourner dans la telenovela Sortilegio avec la productrice Carla Estrada. Wendy y vit un de ses meilleurs moments en tant qu'actrice en interprétant Paula avec William Levy. En 2010, elle participe à la telenovela Cuando me enamoro en incarnant Adriana. Toutefois, elle doit abandonner le tournage à cause d'une fracture à la jambe et est remplacée par Florencia de Saracho.
Elle est la protagoniste de la série de Televisa, Como dice el dicho avec dans le rôle principal Sergio Corona qui interprète Don Tomás et Michael Ronda,âgé de 16 ans, qui interprète Poncho. Cette telenovela est diffusée à 16 h00, sur le canal de Las Estrellas.

## Filmographie

### Telenovelas
- 1999 : Nunca te olvidaré (Televisa) : Esperanza Gamboa Martel
- 2000 : Siempre te amaré (Televisa) : Jazmín Elizondo
- 2001 : Aventuras en el tiempo (Televisa) : Equis
- 2002 - 2003 : Clase 406 : Blanca Uribe Soto
- 2003 - 2004 : Clap... El lugar de tus sueños (Televisa) : Jazmín
- 2004 - 2005 : Misión S.O.S. (Televisa) : Mónica Espino
- 2006 - 2007 : Código Postal : Paulina Durán Torres
- 2009 : Sortilegio (Televisa) : Paula Samaniego Miranda
- 2010-2011  : Cuando me enamoro (Televisa) : Adriana Beltrán #1

### Séries télévisées
- 2005 : Vecinos : Daria / Tatiana San Román (2 épisodes)
- 2006 : Amor mío (Televisa) : Violeta Sinclair (27 épisodes)
- 2008 : La rosa de Guadalupe (Televisa) : Rosa (1 épisode)
- 2011 - 2014: Como dice el dicho (Televisa) : Isabel León (Protagoniste)

### Émissions télévisées
- 2003 : Código F.A.M.A. (Televisa)
- 2004 : El reto Burundis (Televisa)
- 2014 : Me caigo de risa

### Dessins animés
- 1998-2005 : Las Chicas Superoderosas : Mike Believe
- 2000-2001 : Las Nuevas Aventuras de Madeline : Lulu
- 2001 : Madeline al Polo Norte : Mónica
- 2001 : Madeline y Santa (2001) : Mónica